# Rafael Correa

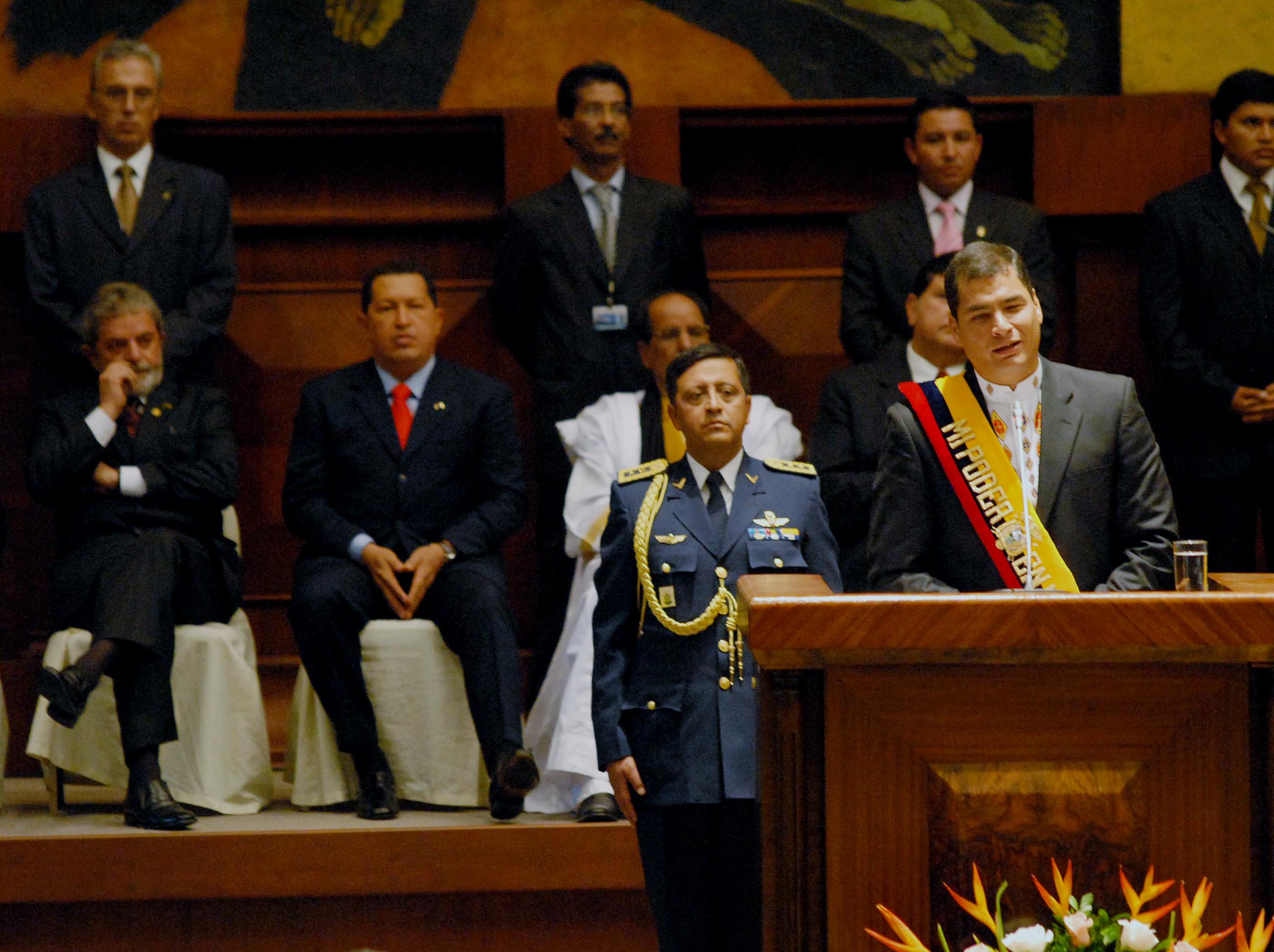
Rafael Correa w chwili zaprzysiężenia na urząd prezydenta, 15 stycznia 2007

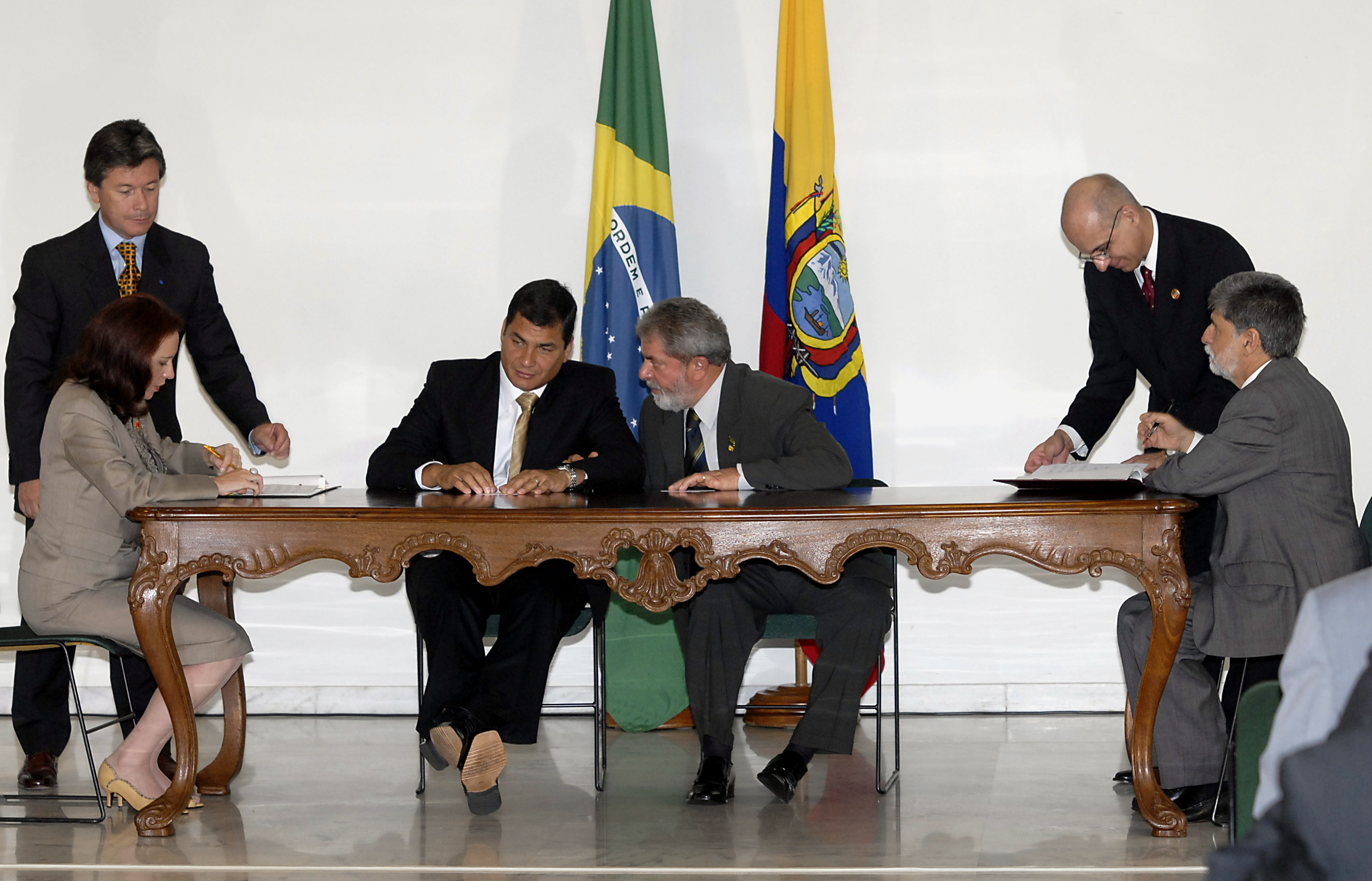
Rafael Correa z prezydentem Brazylii Luizem Inácio Lulą da Silvą, 4 kwietnia 2007

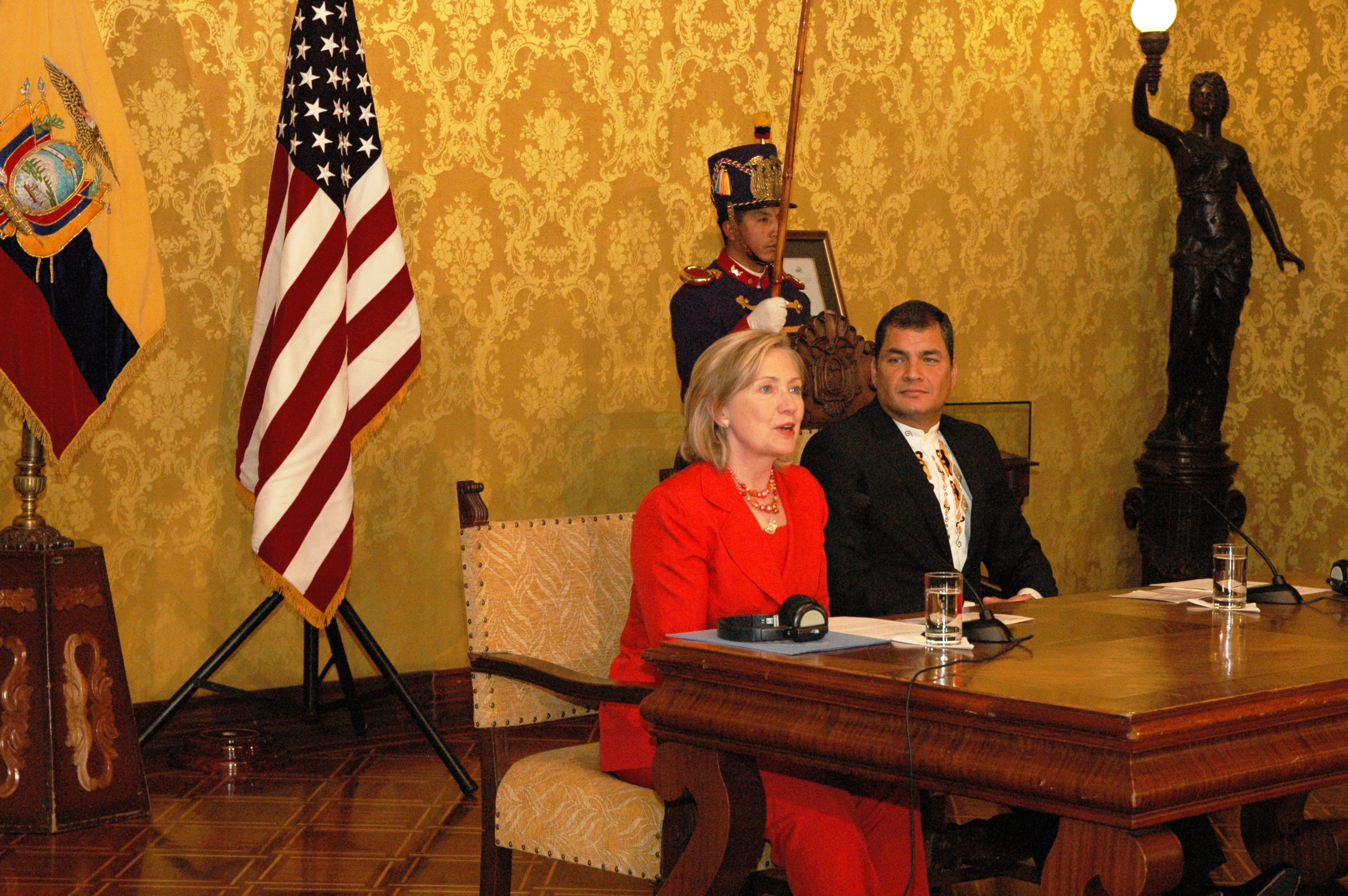
Rafael Correa i Hillary Clinton, 8 czerwca 2010

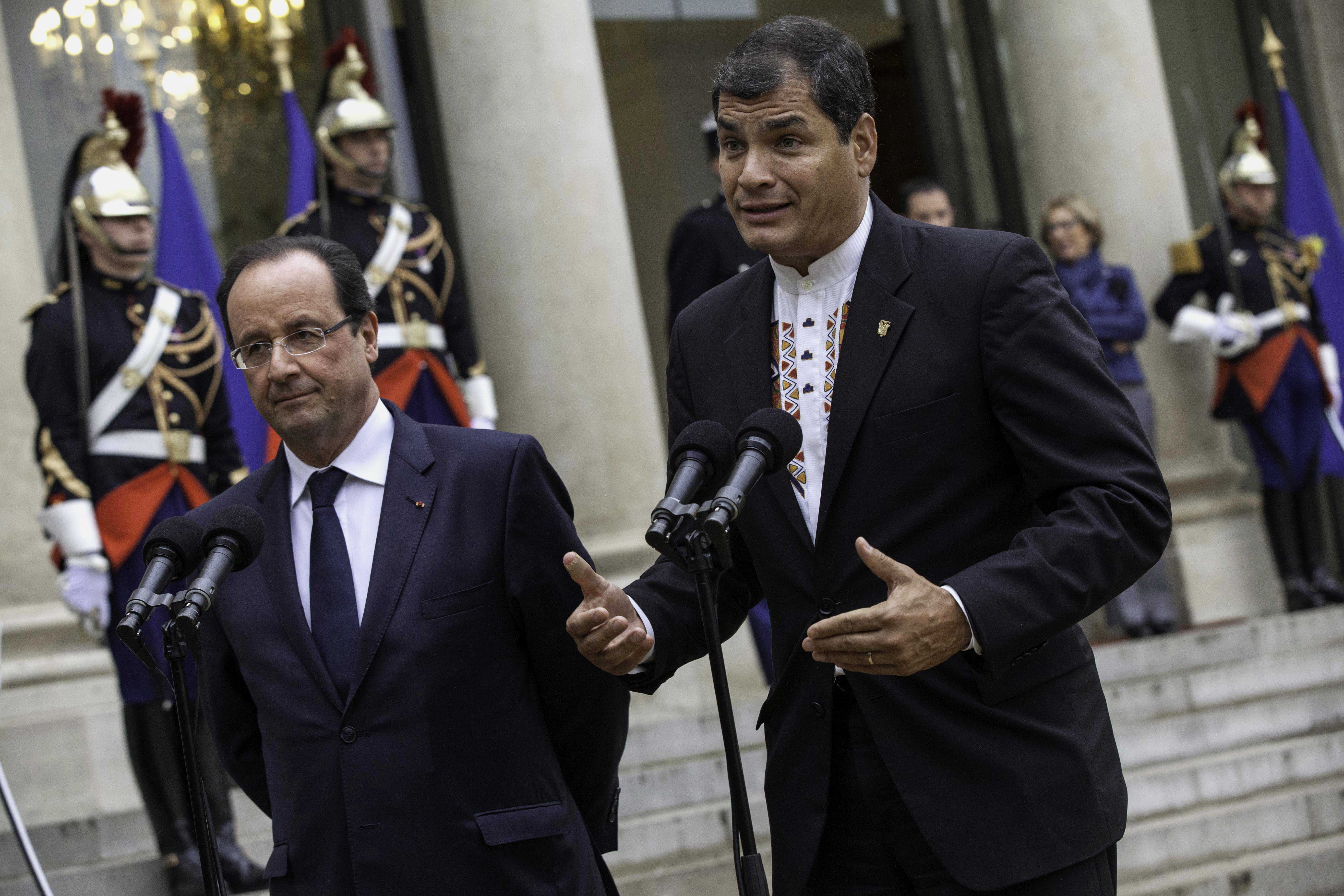
Rafael Correa z prezydentem Francji François Hollandem, 7 listopada 2013

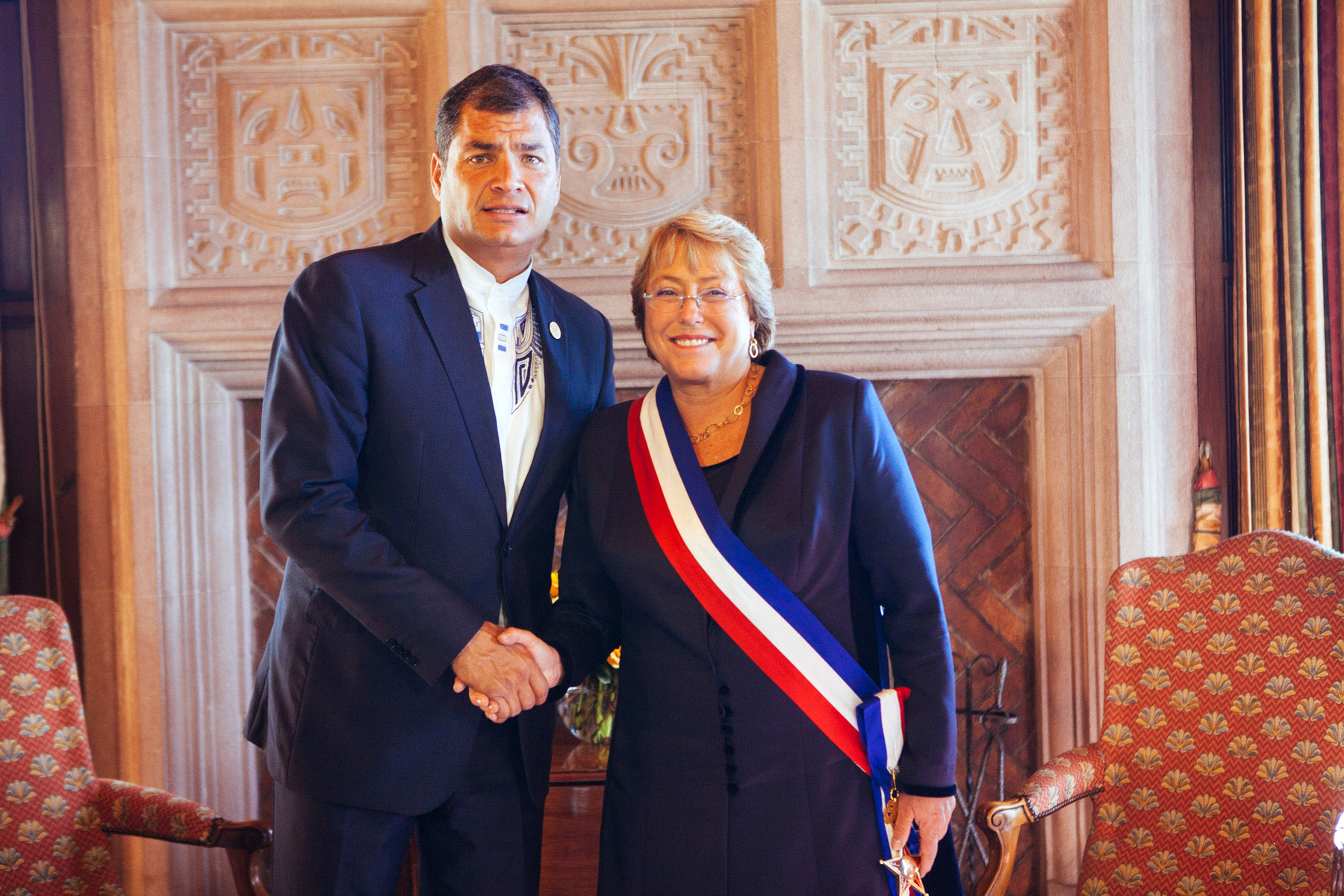
Rafael Correa i Michelle Bachelet, 12 marca 2014

Rafael Vicente Correa Delgado (ur. 6 kwietnia 1963 w Guayaquil) – ekwadorski ekonomista i polityk, minister finansów od kwietnia do sierpnia 2005, prezydent Ekwadoru od 15 stycznia 2007 do 24 maja 2017.

## Edukacja
Rafael Correa w 1987 ukończył ekonomię na Universidad Catolica Santiago de Guayaquil. Następnie przez rok pracował w centrum pomocy społecznej salezjanów w prowincji Cotopaxi.
Correa kształcił się również za granicą. W 1991 ukończył nauki ekonomiczne na Universite Catholique de Louvain w Belgii. W 1999 ukończył ekonomię na Uniwersytecie w Illinois, a w 2001 zdobył tytuł doktora ekonomii. Oprócz języka hiszpańskiego, zna także język francuski, angielski oraz język keczua.

## Minister Finansów
Od kwietnia do sierpnia 2005 Correa zajmował stanowisko ministra finansów w gabinecie prezydenta Alfredo Palacio. W czasie czterech miesięcy urzędowania głosił hasła redukcji ubóstwa i zapewnienia ekonomicznej samodzielności najbiedniejszym grupom społecznym. Correa sceptycznie wypowiadał się na temat swobodnej wymiany handlowej z USA. Odrzucał zalecenia Międzynarodowego Funduszu Walutowego i działał na rzecz wzmocnienia współpracy ekonomicznej z innymi krajami Ameryki Łacińskiej.
Correa zrezygnował ze stanowiska ministra w sierpniu 2005 po odmowie udzielenia przez Bank Światowy Ekwadorowi pożyczki oraz po kryzysie związanym ze sprzedażą państwowych obligacji. Po odejściu z rządu zachował jednak wysoki poziom społecznego poparcia, stając się jednym z najbardziej popularnych polityków w Ekwadorze.

## Kampania prezydencka
Po wycofaniu się z obozu rządowego Correa założył własną partię Alianza PAIS (Sojusz PAIS). Z jej ramienia rozpoczął kampanię prezydencką przed wyborami w październiku 2006. W swoim programie wyborczym wyróżnił pięć podstawowych celów: reforma konstytucyjna, rewolucja moralna, reforma ekonomiczna, reforma edukacji i służby zdrowia oraz godność, suwerenność i integracja Ameryki Łacińskiej.
Correa obiecywał również reformę przemysłu naftowego, mającą zapewnić większe dochody skarbowi państwa. Protestował przeciw dominacji i zaangażowaniu Stanów Zjednoczonych w sprawy latynoamerykańskie. Sprzeciwiał się podpisaniu porozumienia handlowego z USA i wprowadzeniu dolara amerykańskiego jako oficjalnej jednostki monetarnej w Ekwadorze. Obiecywał likwidację amerykańskiej bazy wojskowej w Mancie, liczącej 400 żołnierzy.
W I turze wyborów generalnych 15 października 2006 zajął drugie miejsce (22,84%), ustępując pierwszeństwa bananowemu magnatowi Álvaro Noboi (26,83%). W II turze wyborów, 26 listopada 2006, Correa uzyskał 56,7% głosów, a jego kontrkandydat 43,3%. 5 stycznia 2007 został zaprzysiężony na stanowisku prezydenta Ekwadoru. W uroczystości uczestniczyło większość szefów państw Ameryki Południowej, a także prezydent Iranu Mahmud Ahmadineżad oraz następca tronu Hiszpanii, książę Filip.

## Prezydent (I kadencja 2007-2009)

### Polityka ekonomiczna i dług państwowy
Rafael Correa w swoim przemówieniu inauguracyjnym 15 stycznia 2007 stwierdził, że część długu zagranicznego Ekwadoru jest „bezprawna” ponieważ została zaciągnięta przez reżim wojskowy. W kolejnych dniach minister finansów ogłosił, że Ekwador byłby skłonny do spłacenia tylko 40% swego zadłużenia, wynoszącego w sumie 11 mld USD. Prezydent Correa opowiedział się za renegocjacją warunków spłaty długu oraz odrzucił zasady Konsensusu Waszyngtońskiego. Prezydent zagroził również zerwaniem współpracy z Bankiem Światowym oraz Międzynarodowym Funduszem Walutowym, a w kwietniu 2007 wydalił z Ekwadoru przedstawiciela Banku Światowego.
12 grudnia 2008 prezydent Correa ogłosił zawieszenie spłacania przez Ekwador zadłużenia zagranicznego, które raz jeszcze nazwał „bezprawnym”.

### Polityka zagraniczna
W marcu 2008 w Ameryce Południowej doszło do wybuchu kryzysu dyplomatycznego między Ekwadorem a Kolumbią, spowodowanego wejściem kolumbijskich wojsk na terytorium Ekwadoru w pościgu za partyzantami FARC. Kolumbia oskarżyła prezydenta Correę o powiązania z partyzantami oraz udzielanie im wsparcia politycznego i militarnego. W odpowiedzi prezydent Correa odwołał ambasadora w Bogocie oraz rozkazał wojskom zająć pozycje na granicy z Kolumbią.
W lutym 2009 doszło do napięć w stosunkach Ekwadoru ze Stanami Zjednoczonymi. Prezydent Correa wydalił z Ekwadoru dwóch amerykańskich dyplomatów. Administrację amerykańską oskarżył o mieszanie w sprawy wewnętrzne kraju i wpływanie na decyzję o mianowaniu nowego szefa antynarkotykowej jednostki policji.

### Zgromadzenie Konstytucyjne i nowa konstytucja
W lutym 2007 Rafael Correa przedstawił plan zorganizowania ogólnokrajowego referendum w sprawie zwołania Zgromadzenia Konstytucyjnego, którego celem miało być opracowanie projektu nowej konstytucji. W marcu 2007, za poparciem prezydenta, Komisja Wyborcza zdjęła z urzędu 57 deputowanych Kongresu Narodowego (parlament) i mianowała na ich miejsce nowe osoby. Dzięki temu Kongres Narodowy przegłosował projekt zorganizowania referendum. W referendum, które odbyło się 15 kwietnia 2007, 81,7% wyborców poparło ideę powołania Zgromadzenia Konstytucyjnego.
30 września 2007 w Ekwadorze odbyły się wybory do Zgromadzenia Konstytucyjnego, w których prezydencki Sojusz PAIS zdobył 80 z 130 mandatów. W listopadzie 2007 Zgromadzenie Konstytucyjne rozwiązało Kongres Narodowy z powodu rzekomej korupcji jego członków.
W lipcu 2008 Zgromadzenie Konstytucyjne przedstawiło i przyjęło projekt nowej konstytucji, która rozszerzała kompetencje głowy państwa, m.in. dopuszczając powtórną elekcję prezydenta oraz dając mu prawo rozwiązania parlamentu w ciągu pierwszych trzech lat jego kadencji. W referendum konstytucyjnym, które odbyło się 28 września 2008 64% wyborców poparło nową ustawę zasadniczą. Konstytucja weszła w życie w 2009.

## Reelekcja
Po wejściu w życie nowej konstytucji, w Ekwadorze 26 kwietnia 2009 odbyły się wybory prezydenckie. Prezydent Rafael Correa wziął udział w wyborach w tandemie razem z wiceprezydentem Lenínem Moreno. Correa odniósł zdecydowane zwycięstwo już pierwszej turze wyborów, zdobywając prawie 52% głosów i tym samym zapewnił sobie reelekcję na stanowisku prezydenta kraju. Drugi z kandydatów, Lucio Gutiérrez uzyskał niecałe 28% głosów.
10 sierpnia 2009 Rafael Correa został oficjalnie zaprzysiężony na drugą kadencję. W uroczystej ceremonii wzięli udział m.in. prezydent Argentyny Cristina Fernández de Kirchner, prezydent Boliwii Evo Morales, prezydent Kuby Raúl Castro oraz prezydent Wenezueli Hugo Chávez. W swoim przemówieniu Correa obiecał kontynuację „rewolucji socjalistycznej”, walkę z ubóstwem, inwestowanie w programy pomocy najuboższym oraz podniesienie poziomu edukacji i poziomu życia rdzennych mieszkańców kraju.
30 września 2010 w Ekwadorze doszło do wybuchu buntu służb mundurowych sprzeciwiających się polityce oszczędnościowej prezydenta Correi.
Ponownie wziął udział w wyborach prezydenckich 17 lutego 2013, w których zajął pierwsze miejsce z wynikiem 57,2% głosów, pokonując Guillermo Lasso (22,7% głosów) oraz Lucio Gutiérreza (6,7% głosów).